# Чамарды
Чамарды (тур. Çamardı) — город и районы в иле Нигде в Турции, у подножия горы Аладаг из системы гор Тавр. Население района 20.302 человек, из них 4.086 человек живут в районном центре.
Чамарды — известный курорт, в котором многие люди проводят свои летние каникулы. Это зеленое и тихое место, покрытое густым лесом, доступное по узким горным тропам, известное множеством видов яблок и вишни. Многие туристы приезжают сюда, чтобы взойти на гору Аладаг, на которую можно подняться из деревень Демирказык и Чукурбаг. Через Чамарды протекает река Эчемиш.